# Maisoncelles-Pelvey
Maisoncelles-Pelvey är en kommun i departementet Calvados i regionen Normandie i norra Frankrike. Kommunen ligger i kantonen Villers-Bocage som ligger i arrondissementet Caen. År 2022 hade Maisoncelles-Pelvey 251 invånare.

## Befolkningsutveckling
Antalet invånare i kommunen Maisoncelles-Pelvey
Referens: INSEE